# Temporada 2021 de la Red Bull MotoGP Rookies Cup
La temporada 2021 de la Red Bull MotoGP Rookies Cup fue la decimoquinta temporada del certamen que busca a futuros campeones del mundo. La temporada comenzó el fin de semana del 17 al 18 de abril en el Autódromo Internacional do Algarve y finalizó el fin de semana del 11 al 12 de septiembre en el MotorLand Aragón después de 7 rondas y 14 carreras.
El campeón 2021 fue el colombiano David Alonso quien se consagró al terminar tercero en la primera carrera celebradá en el MotorLand Aragón el 11 de septiembre.

## Calendario
| Calendario 2021 | Calendario 2021  | Calendario 2021 | Calendario 2021 | Calendario 2021 | Calendario 2021 | Calendario 2021 |
| Ronda           | Fecha            | Circuito        | Pole position   | Vuelta rápida   | Piloto ganador  | Fuente          |
| --------------- | ---------------- | --------------- | --------------- | --------------- | --------------- | --------------- |
| 1               | 17 de abril      | Algarve         | Diogo Moreira   | Marcos Uriarte  | David Alonso    | [ 6 ]           |
| 1               | 18 de abril      | Algarve         | Diogo Moreira   | Marcos Uriarte  | David Alonso    | [ 7 ]           |
| 2               | 1 de mayo        | Jerez           | David Alonso    | Marcos Uriarte  | David Muñoz     | [ 8 ]           |
| 2               | 2 de mayo        | Jerez           | David Alonso    | Diogo Moreira   | Daniel Holgado  | [ 9 ]           |
| 3               | 29 de mayo       | Mugello         | Marcos Uriarte  | Diogo Moreira   | Taiyo Furusato  | [ 10 ]          |
| 3               | 30 de mayo       | Mugello         | Marcos Uriarte  | Sho Nishimura   | David Muñoz     | [ 11 ]          |
| 4               | 19 de junio      | Sachsenring     | Matteo Bertelle | Marcos Uriarte  | David Alonso    | [ 12 ]          |
| 4               | 20 de junio      | Sachsenring     | Matteo Bertelle | Matteo Bertelle | Matteo Bertelle | [ 13 ]          |
| 5               | 7 de agosto      | Spielberg       | David Muñoz     | Matteo Bertelle | Daniel Muñoz    | [ 14 ]          |
| 5               | 8 de agosto      | Spielberg       | David Muñoz     | Marcos Uriarte  | David Alonso    | [ 15 ]          |
| 6               | 14 de agosto     | Spielberg       | Álex Millán     | David Alonso    | David Alonso    | [ 16 ]          |
| 6               | 15 de agosto     | Spielberg       | Álex Millán     | Daniel Muñoz    | David Alonso    | [ 17 ]          |
| 7               | 11 de septiembre | Aragón          | Daniel Holgado  | David Muñoz     | Daniel Holgado  | [ 18 ]          |
| 7               | 12 de septiembre | Aragón          | Daniel Holgado  | Taiyo Furusato  | Iván Ortolá     | [ 19 ]          |

## Estadísticas

### Sistema de puntuación
Solo los 15 primeros suman puntos. El piloto tiene que terminar la carrera para recibir puntos.
| Posición | 1º | 2º | 3º | 4º | 5º | 6º | 7º | 8º | 9º | 10º | 11º | 12º | 13º | 14º | 15º |
| -------- | -- | -- | -- | -- | -- | -- | -- | -- | -- | --- | --- | --- | --- | --- | --- |
| Puntos   | 25 | 20 | 16 | 13 | 11 | 10 | 9  | 8  | 7  | 6   | 5   | 4   | 3   | 2   | 1   |

### Campeonato
| Pos. | Piloto            | POR | POR | JER | JER | MUG | MUG | SAC | SAC | RBR | RBR | RBR | RBR | ARA | ARA | Pts |
| ---- | ----------------- | --- | --- | --- | --- | --- | --- | --- | --- | --- | --- | --- | --- | --- | --- | --- |
| 1    | David Alonso      | 1   | 1   | 7   | 8   | 4   | 2   | 1   | Ret | 3   | 1   | 1   | 1   | 3   | 3   | 248 |
| 2    | David Muñoz       | 5   | 4   | 1   | 7   | 2   | 1   | 3   | Ret | 4   | 3   | 2   | 6   | 2   | 4   | 211 |
| 3    | Daniel Holgado    | 4   | 2   | 4   | 1   | 6   | 4   | 4   | Ret | 9   | 7   | 4   | 7   | 1   | 2   | 190 |
| 4    | Iván Ortolá       | 6   | 6   | 2   | Ret | 10  | 3   | 5   | Ret | 2   | 4   | 6   | 3   | Ret | 1   | 157 |
| 5    | Daniel Muñoz      | 8   | 12  | 6   | 6   | 7   | 17  | Ret | 2   | 1   | 5   | Ret | 5   | 6   | 5   | 129 |
| 6    | Diogo Moreira     | 2   | 8   | 3   | 2   | 3   | 15  | 6   | 4   |     |     |     |     | 4   | 6   | 127 |
| 7    | Matteo Bertelle   | Ret | 5   | 11  | 4   | 5   | 6   | Ret | 1   | 7   | 6   | 9   | 11  | 5   | 7   | 126 |
| 8    | Tatchakorn Buasri | 13  | Ret | 13  | 13  | 9   | 8   | 10  | 3   | 5   | 2   | 3   | 2   | 16  | 14  | 115 |
| 9    | Marcos Uriarte    | 3   | 9   | 5   | Ret | 12  | 5   | 2   | Ret | 6   | Ret | 8   | 10  | DNS | DNS | 93  |
| 10   | Álex Millán       | 7   | 3   | 9   | 3   | Ret | 12  | DNS | DNS | 8   | 9   | 12  | 21  | 8   | 9   | 86  |
| 11   | Taiyo Furusato    |     |     |     |     | 1   | 14  | Ret | Ret | 10  | 8   | 5   | 4   | 7   | Ret | 74  |
| 12   | Collin Veijer     | 10  | 7   | 10  | Ret | 11  | 7   | Ret | 11  |     |     | 11  | 8   | 12  | 11  | 62  |
| 13   | Luca Lunetta      | 16  | Ret | 14  | 19  | 16  | 10  | 8   | 6   | 11  | 10  | 13  | 14  | 9   | 8   | 57  |
| 14   | Scott Ogden       | 9   | 10  | 15  | 9   | 13  | 13  | Ret | 9   | 21  | 14  | 7   | 9   | 11  | Ret | 57  |
| 15   | Filippo Farioli   | 11  | 18  | 16  | Ret | 20  | 9   | 7   | 10  | 12  | 12  | 10  | 13  | 10  | 10  | 56  |
| 16   | Mario Aji         | 12  | 11  | 8   | 5   | 8   | Ret | Ret | 7   | 14  | 11  | 17  | 15  |     |     | 53  |
| 17   | Noah Dettwiler    | 17  | Ret | 12  | 10  | 14  | DNS | 9   | 5   | 13  | 15  | 16  | 12  |     |     | 38  |
| 18   | Sho Nishimura     | 14  | 16  | 18  | 11  | 18  | 11  | 11  | 14  | 16  | 13  | Ret | 16  | 13  | 12  | 29  |
| 19   | Harrison Voight   | 19  | 13  | 17  | 12  |     |     | 12  | 8   |     |     |     |     |     |     | 19  |
| 20   | Soma Görbe        | Ret | 21  | Ret | 17  | 17  | Ret | 13  | 12  | 15  | 21  | 15  | 22  | 15  | 15  | 11  |
| 21   | Eddie O'Shea      | 21  | 19  | 23  | 15  | 22  | Ret | Ret | 13  | 19  | 17  | 19  | 17  | 14  | 13  | 9   |
| 22   | Jakob Rosenthaler | 15  | 15  | Ret | 14  | 19  | 19  | 15  | 15  | 17  | 16  | 20  | 18  | Ret | 18  | 6   |
| 23   | Demis Mihaila     | 18  | 17  | 20  | 16  | 15  | 16  | 14  | Ret |     |     |     |     | 17  | Ret | 3   |
| 24   | Bartholomé Perrin | Ret | Ret | 21  | 20  | 21  | 20  | 16  | 17  | 20  | 19  | 14  | Ret | 18  | 16  | 2   |
| 25   | Freddie Heinrich  | 20  | 14  | 19  | Ret | Ret | 21  | Ret | Ret | 18  | 18  | 18  | 19  | 19  | 17  | 2   |
| 26   | Cormac Buchanan   | 22  | 20  | 22  | 18  | 23  | 18  | 17  | 16  | Ret | 20  | 21  | 20  | 20  | 19  | 0   |
|      | Gabin Planques    | Ret | DNS |     |     |     |     |     |     |     |     |     |     |     |     | 0   |
| Pos. | Piloto            | POR | POR | JER | JER | MUG | MUG | SAC | SAC | RBR | RBR | RBR | RBR | ARA | ARA | Pts |

| Color     | Resultado                                                               |
| --------- | ----------------------------------------------------------------------- |
| Oro       | Ganador                                                                 |
| Plata     | 2.ª plaza                                                               |
| Bronce    | 3.ª plaza                                                               |
| Verde     | Finalizó en los puntos                                                  |
| Azul      | Finalizó sin puntos                                                     |
| Azul      | NC - No clasificado                                                     |
| Violeta   | Ret - No terminó (Carrera)                                              |
| Rojo      | DNQ - No se clasificó                                                   |
| Negro     | DSQ - Descalificado                                                     |
| Blanco    | DNS - No empezó (carrera)                                               |
| Blanco    | WD - Retirado (fin de semana)                                           |
| Blanco    | C - Carrera cancelada                                                   |
| Sin color | DNP - Inscrito pero no participó                                        |
| Sin color | INJ - Lesionado                                                         |
| Sin color | EX - Excluido                                                           |
| Estado    | Resultado                                                               |
| Negrita   | Pole position                                                           |
| Cursiva   | Vuelta rápida                                                           |
| †         | Abandona, pero clasifica al completar el porcentaje requerido para ello |

## Participantes
| Participantes 2021 | Participantes 2021 | Participantes 2021 |
| No.                | Piloto             | Rondas             |
| ------------------ | ------------------ | ------------------ |
| 5                  | Tatchakorn Buasri  | Todas              |
| 7                  | Daniel Muñoz       | Todas              |
| 8                  | Eddie O'Shea       | Todas              |
| 9                  | Freddie Heinrich   | Todas              |
| 13                 | Sho Nishimura      | Todas              |
| 14                 | Cormac Buchanan    | Todas              |
| 19                 | Scott Ogden        | Todas              |
| 21                 | Demis Mihaila      | 1–4, 7             |
| 23                 | Álex Millán        | Todas              |
| 24                 | Iván Ortolá        | Todas              |
| 28                 | Matteo Bertelle    | Todas              |
| 29                 | Harrison Voight    | 1–2, 4             |
| 34                 | Mario Aji          | 1–6                |
| 39                 | Bartholomé Perrin  | Todas              |
| 42                 | Soma Görbe         | Todas              |
| 48                 | Gabin Planques     | 1                  |
| 55                 | Noah Dettwiler     | 1–6                |
| 58                 | Luca Lunetta       | Todas              |
| 64                 | David Muñoz        | Todas              |
| 72                 | Taiyo Furusato     | 3–7                |
| 77                 | Filippo Farioli    | Todas              |
| 78                 | Jakob Rosenthaler  | Todas              |
| 80                 | David Alonso       | Todas              |
| 89                 | Marcos Uriarte     | Todas              |
| 92                 | Diogo Moreira      | 1–4, 7             |
| 95                 | Collin Veijer      | 1–4, 6–7           |
| 96                 | Daniel Holgado     | Todas              |